# Чемпіонат Південної Америки з футболу 1937
Чемпіонат Південної Америки з футболу 1937 року — чотирнадцятий розіграш головного футбольного турніру серед національних збірних Південної Америки. Вперше у турнірі взяло участь шість команд.
Турнір відбувався у Буенос-Айресі, столиці Аргентини, з 27 грудня 1936 року по 1 лютого 1937 року. Переможцем вп'яте стала збірна Аргентини, вигравши у додатковому вирішальному матчі у збірної Бразилії.

## Формат
Відбірковий турнір не проводився. Від участі у турнірі відмовилась збірні Болівії і Колумбії. В підсумку у турнірі взяло участь шість учасників: Аргентина, Бразилія, Чилі, Парагвай, Перу і Уругвай, які мали провести один з одним матч за круговою системою. Переможець групи ставав чемпіоном. Два очки присуджувались за перемогу, один за нічиєю і нуль за поразку. У разі рівності очок у двох лідируючих команд призначався додатковий матч.

## Стадіони
| Буенос-Айрес      | Буенос-Айрес      |
| ----------------- | ----------------- |
| «Гасометро»       | «Альвеар і Тагле» |
| Місткість: 75,000 | Місткість: 40,000 |
|                   |                   |

## Підсумкова таблиця
| Збірна    | І | В | Н | П | ГЗ | ГП | Р  | О |
| --------- | - | - | - | - | -- | -- | -- | - |
| Аргентина | 5 | 4 | 0 | 1 | 12 | 5  | +7 | 8 |
| Бразилія  | 5 | 4 | 0 | 1 | 17 | 9  | +8 | 8 |
| Уругвай   | 5 | 2 | 0 | 3 | 11 | 14 | −3 | 4 |
| Парагвай  | 5 | 2 | 0 | 3 | 8  | 16 | −8 | 4 |
| Чилі      | 5 | 1 | 1 | 3 | 12 | 13 | −1 | 3 |
| Перу      | 5 | 1 | 1 | 3 | 7  | 10 | −3 | 3 |

| 27 грудня 1936 |

| Бразилія                               | 3–2 | Перу                            |
| -------------------------------------- | --- | ------------------------------- |
| Роберто 7' Афонсіньйо 30' Ніжиньйо 57' |     | Т. Фернандес 55' Вільянуева 58' |

| «Гасометро», Буенос-Айрес Арбітр: Альфредо Варгас (Чилі) |

| 30 грудня 1936 |

| Аргентина         | 2–1 | Чилі     |
| ----------------- | --- | -------- |
| Варальйо 30', 43' |     | Торо 73' |

| «Гасометро», Буенос-Айрес Арбітр: Анібаль Техада (Уругвай) |

| 2 січня 1937 |

| Парагвай                                           | 4–2 | Уругвай         |
| -------------------------------------------------- | --- | --------------- |
| А. Ортега 9', 79' А. Гонсалес 35' Еріко 38' (пен.) |     | Варела 16', 28' |

| «Гасометро», Буенос-Айрес Арбітр: Віржиліо Антоніо Федріжі (Бразилія) |

| 3 січня 1937 |

| Бразилія                                                          | 6–4 | Чилі                                     |
| ----------------------------------------------------------------- | --- | ---------------------------------------- |
| Патеско 2', 26' Карвальйо Лейте 6' Луїзіньйо 35', 40' Роберто 68' |     | Авенданьйо 19' Торо 25', 73' Ріверос 40' |

| «Альвеар і Тагле», Буенос-Айрес Арбітр: Хосе Масіас (Аргентина) |

| 6 січня 1937 |

| Уругвай                               | 4–2 | Перу                            |
| ------------------------------------- | --- | ------------------------------- |
| Камаїті 16' Варела 31', 56' Піріс 79' |     | Т. Фернандес 29' Магальянес 40' |

| «Гасометро», Буенос-Айрес Арбітр: Анібаль Техада (Уругвай) |

| 9 січня 1937 |

| Аргентина                                      | 6–1 | Парагвай        |
| ---------------------------------------------- | --- | --------------- |
| Скопеллі 5', 54' Гарсія 8' Сосая 33', 75', 82' |     | А. Гонсалес 86' |

| «Гасометро», Буенос-Айрес Арбітр: Альфредо Варгас (Чилі) |

| 10 січня 1937 |

| Уругвай | 0–3 | Чилі                        |
| ------- | --- | --------------------------- |
|         |     | Торо 17', 83' Арансібія 59' |

| «Гасометро», Буенос-Айрес Арбітр: Хосе Масіас (Аргентина) |

| 13 січня 1937 |

| Бразилія                                                | 5–0 | Парагвай |
| ------------------------------------------------------- | --- | -------- |
| Патеско 31', 67' Луїзіньйо 42', 51' Карвальйо Лейте 59' |     |          |

| «Гасометро», Буенос-Айрес Арбітр: Хосе Масіас (Аргентина) |

| 16 січня 1937 |

| Аргентина | 1–0 | Перу |
| --------- | --- | ---- |
| Сосая 55' |     |      |

| «Гасометро», Буенос-Айрес Арбітр: Анібаль Техада (Уругвай) |

| 17 січня 1937 |

| Парагвай                         | 3–2 | Чилі         |
| -------------------------------- | --- | ------------ |
| Амарілья 5' Флор 47' Вельосо 78' |     | Торо 8', 32' |

| «Гасометро», Буенос-Айрес Арбітр: Анібаль Техада (Уругвай) |

| 19 січня 1937 |

| Бразилія                                  | 3–2 | Уругвай                  |
| ----------------------------------------- | --- | ------------------------ |
| Карвальйо Лейте 36' Баїя 72' Ніжиньйо 77' |     | Вільядоніга 1' Піріс 66' |

| «Гасометро», Буенос-Айрес Арбітр: Хосе Масіас (Аргентина) |

| 21 січня 1937 |

| Перу                 | 2–2 | Чилі                   |
| -------------------- | --- | ---------------------- |
| Х. Алькальде 1', 26' |     | Торрес 16' Кармона 70' |

| «Гасометро», Буенос-Айрес Арбітр: Хосе Масіас (Аргентина) |

| 23 січня 1937 |

| Аргентина              | 2–3 | Уругвай                          |
| ---------------------- | --- | -------------------------------- |
| Варальйо 63' Сосая 68' |     | Ітурбіде 5' Піріс 51' Варела 58' |

| «Гасометро», Буенос-Айрес Арбітр: Альфредо Варгас (Чилі) |

| 24 січня 1937 |

| Парагвай | 0–1 | Перу        |
| -------- | --- | ----------- |
|          |     | Лавальє 43' |

| «Альвеар і Тагле», Буенос-Айрес Арбітр: Анібаль Техада (Уругвай) |

| 30 січня 1937 |

| Аргентина  | 1–0 | Бразилія |
| ---------- | --- | -------- |
| Гарсія 48' |     |          |

| «Гасометро», Буенос-Айрес Арбітр: Анібаль Техада (Уругвай) |

### Додатковий матч
| 1 лютого 1937 |

| Аргентина             | 2–0 (д.ч.) | Бразилія |
| --------------------- | ---------- | -------- |
| де ла Мата 102', 112' |            |          |

| «Гасометро», Буенос-Айрес Глядачів: 80,000 Арбітр: Анібаль Техада (Уругвай) |

## Чемпіон

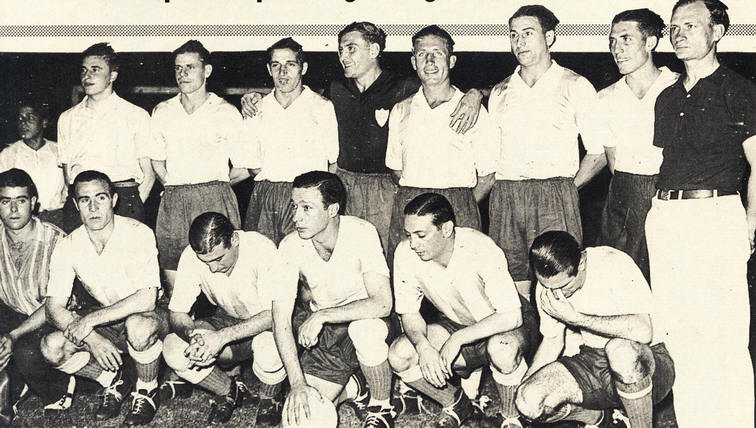
Аргентина — чемпіон Південної Америки 1937 року.

| Чемпіон Південної Америки 1937 |
| ------------------------------ |
| Аргентина 5-й титул            |

## Найкращі бомбардири
7 голів
- Рауль Торо

5 голів
- Альберто Сосая
- Северіно Варела

4 голи
- Луїзіньйо
- Патеско

3 голи
- Франсіско Варальйо
- Карвальйо Лейте
- Хуан Піріс